# Kristen Cloke
Kristen Cloke, née le 2 septembre 1968  à Van Nuys (Los Angeles) est une actrice et scénariste américaine.
Elle a notamment joué dans Destination finale, Millenium, X-Files, ainsi que dans l'un des rôles principaux de la série Space 2063.

## Vie privée
Elle est mariée depuis le 13 juin 1998 avec Glen Morgan, ils ont deux enfants Winslow Morgan né le 21 juin 2002 et Greer Autumn Morgan en juin 2004.

## Filmographie

### Cinéma
- 1990 : Megaville : Christine
- 1991 : Caged Fear : Kristen
- 1991 : La Chanteuse et le Milliardaire : Louise
- 1992 : Stay Tuned : Velma
- 1997 : Les Enragés : Kelly McCord
- 1998 : Skip Chasers : Gloria Kornacki
- 1999 : Le 13e Guerrier : La mère de Wendol
- 2000 : Destination finale : Mme Valérie Lewton
- 2003 : Willard : La psychiatre
- 2006 : Black Christmas : Leigh Colvin
- 2011 : Destination finale 5 : Mme Valérie Lewton
- 2017 : Lady Bird de Greta Gerwig : Mrs. Steffans

### Séries télévisées
- 1992 : Les Dessous de Palm Beach : Annie Overstreet (3 épisodes)
- 1992 : Docteur Doogie : Suzanne Rogers (1 épisode)
- 1992 : Code Quantum : Shirley Constantine (1 épisode)
- 1992 : La Voix du silence : Catherine Wynn (1 épisode)
- 1993 : Cheers : Shauna (1 épisode)
- 1993 : Diagnostic : Meurtre : Josie Swanson (2 épisodes)
- 1994 : Waikiki Ouest : Wendy Cochran (1 épisode)
- 1994 : Dingue de toi : The Salesperson (1 épisode)
- 1994 : Arabesque : Emma Kemp (1 épisode)
- 1995 - 1996 : Space 2063 : Capitaine Shane Vansen (23 épisodes)
- 1996 - 2018 : X-Files : Melissa Rydell Ephesian / Wendy (2 épisodes)
- 1997 - 1998 : MillenniuM : Lara Means (10 épisodes)
- 1998 : Ultime Recours : Tamara Simpson / Harrington (1 épisode)
- 2000 : Médium : Allison / The Woman (2 épisodes)
- 2001 : Felicity : Rabbi Marisa Levin (1 épisode)
- 2011 : Pretty Little Liars : Susan (1 épisode)
- 2017 : Mythes et Croyances : Dr. Marjorie Freeman (1 épisode)